# Il bello d'esser brutti (singolo)
Il bello d'esser brutti è un singolo del rapper italiano J-Ax, pubblicato il 20 febbraio 2015 come secondo estratto dall'album omonimo.

## Descrizione
Tredicesima traccia di Il bello d'esser brutti, il testo parla degli stereotipi legati all'aspetto fisico delle persone, ed è un'incitazione ad uscire dai target imposti dalla società odierna.

## Video musicale
Il videoclip, diretto da Cosimo Alemà, è stato pubblicato il 20 febbraio 2015 attraverso il canale YouTube del rapper.